# Кейта, Абубакар
Абубакар Кейта (фр. Aboubakar Keita; 5 ноября 1997) — ивуарийский футболист, полузащитник клуба АИК.

## Карьера

### Клубная карьера
Абубакар начал заниматься футболом в клубе «АТМ Абобо». В ноябре 2015 года полузащитник заключил контракт сроком на три года с датским «Копенгагеном».
Первоначально Кейта выступал за молодёжную команду, а в январе 2016 года стал тренироваться с основным составом. 13 марта 2016 года Абубакар дебютировал в чемпионате Дании, выйдя на замену вместо Уильяма Квиста. Три дня спустя полузащитник появился на поле в стартовом составе во встрече Кубка Дании против «Рандерс».
В марте 2017 года Кейта был отдан в аренду до конца года шведскому клубу «Хальмстад». Он стал основным игроком команды и сыграл за неё 25 матчей в чемпионате Швеции, в которых отметился двумя забитыми голами.
13 августа 2018 года ивуариец вновь был отдан в аренду, на этот раз в норвежский «Стабек» до июля следующего года. За полгода Кейта сыграл 10 матчей и забил 2 гола в чемпионате Норвегии, а в январе 2019 года досрочно вернулся в распоряжение «Копенгагена». 31 января он был отдан в аренду в бельгийский клуб «Ауд-Хеверле Лёвен» до конца сезона.

### Карьера в сборной
Абубакар был включён в заявку юношеской сборной Кот-д’Ивуара для участия в чемпионате мира 2013 года. На турнире в ОАЭ Кейта сыграл во всех пяти матчах своей сборной, дошедшей до четвертьфинала, и отметился забитым мячом в ворота сборной Уругвая.

## Достижения
Копенгаген
- Чемпион Дании: 2015/16
- Обладатель Кубка Дании: 2015/16